# Остхоф, Оскар
Оскар Пол Остхоф (англ. Oscar Paul Osthoff; 23 марта 1883, Милуоки, Висконсин — 9 декабря 1950, Индианаполис) — американский тяжелоатлет, чемпион и серебряный призёр летних Олимпийских игр 1904 года.
На Играх 1904 года в Сент-Луисе Остхоф участвовал в обеих дисциплинах. Он стал чемпионом в многоборье на гантелях, набрав 48 очков. В толчке двумя руками он занял второе место, подняв 84,37 кг.